# SS-063 최무선
SS-063 최무선은 장보고급 잠수함의 3번함이다.

## 역사

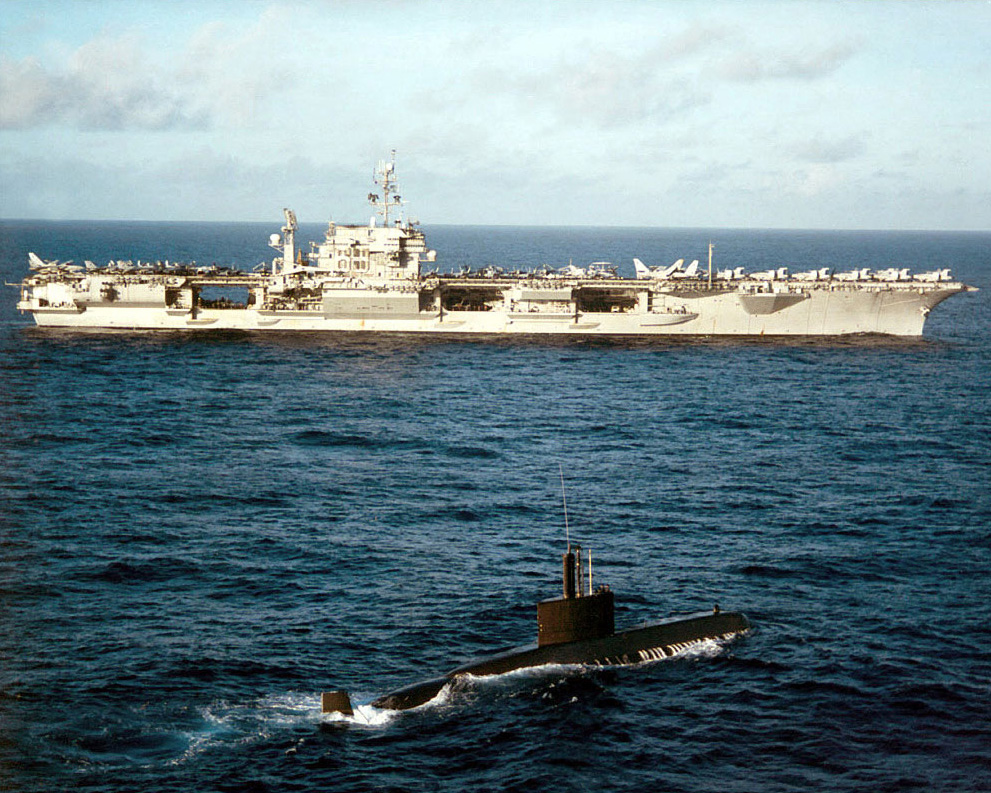
1996년 USS 키티호크 (CV-63) 항공모함과 괌에서 훈련중인 최무선함

1993년 8월 7일, 경상남도 장승포시 대우 옥포조선소에서 최무선함 진수식이 열렸다. 김영삼 대통령이 참석했다.
최무선함은 부품제작에서 건조까지 모두 국내에서 이뤄진 최초 잠수함으로 국내 잠수함 건조기술의 가능성을 보여줬다. 장보고함은 독일에서 건조돼 국내에 반입된 만큼 한국형 잠수함이라고 말하기 힘들다. 하지만 2번함인 이천함부터는 독일에서 가져온 부품으로 대우중공업이 직접 조립했다. 또 3번함인 최무선함부터는 부품부터 건조까지 모두 국내에서 이뤄지면서 독자적으로 잠수함을 건조하는 데 성공했다.
1996년 10월 7일, 우리 해군 잠수함 최초로 해외파견훈련에 참여하기 위해 진해해군기지를 출항한 최무선함은 10월 18일 괌에 입항했다가, 11월 3일 진해로 귀항하면서 2000해리(약 3600km) 첫 장거리 항해에 성공했다.
2010년, 해군은 6.5년 후 받도록 한 장보고급 잠수함 창정비 주기를 7.5년으로 연장했다. 장보고급 잠수함에 대한 창정비를 당초 6.5년마다 받도록 했지만 실제로는 7년이 넘어서야 받는 일(최무선함, 이억기함)이 발생한 것으로 나타났다.
2014년 7월 17일, 최무선함은 20만 마일 안전항행 기록을 달성했다. 2011년 장보고함과 2014년 이천함에 이어 대한민국 잠수함 중 세 번째 기록이다. 20만 마일은 지구를 아홉 바퀴 반 돌고 2000일 이상 바다 밑에서 잠항해야 가능한 거리이다.
해군은 2번함 이천함과 3번함 최무선함이 건조되던 시기에 변변한 훈련시설이 없어, 제작이 일시 중단되는 식사시간에 맞춰 훈련을 해야 할 정도로 사정이 열악했지만 1993∼1995년 초까지 교육훈련대, 수리창, 보급소 등을 건설하면서 인프라를 구축해 나갔다. 그리고는 1995년 10월 제9잠수함 전단을 창설해 본격적인 전력 증강의 초석을 다졌다.

## 성능개량
2011년 10월 26일, 방위산업체인 LIG넥스원은 부산 벡스코에서 열린 '국제해양방위산업전(Naval & Defence 2011)'에서 광학분야 세계 최고 기업인 독일 칼 자이스와 협약식을 갖고 합작회사를 설립하기로 했다. LIG넥스원은 이번 합작회사 설립을 통해 전자광학 분야 최고 기술을 지닌 칼 자이스의 기술력과 자체 연구ㆍ개발역량 및 생산능력을 결합해 초정밀 전자광학 무기체계를 개발, 생산할 계획이다. 합작회사가 만들어 국산 잠수함에 탑재하게 될 광학장비는 고해상도의 광학 투시 전망과 카메라 영상을 제공하고 급속한 파노라마 영상의 전개도 가능해 표적에 대한 타격 정확도를 높이는 등 국내 무기체계의 운용 능력을 향상시킬 수 있을 것으로 기대된다.
2014년, 대우조선은 장보고-Ⅰ 잠수함 3척의 성능 개량사업을 약 1800억원에 수주했다. 통합전투체계 국산화 관련 사업이다. 통합전투체계는 2017년 3월 첫 번째 함에 탑재돼 개발 시험평가 및 운용시험평가를 거쳐 2017년 말에 해군에 인도된다. 최무선함, 나대용함, 이억기함이 순차적으로 개량될 계획이다.
2016년 11월 21일, 대우조선은 LIG넥스원, 방위사업청 등과 공동으로 잠수함의 통합전투체계 국산화에 성공했다고 밝혔다. 그동안은 독일 기술을 적용해왔다.
2016년 11월, 최무선함은 통합전투체계와 공격잠망경 성능개량, 선배열 예인센서 추가 등에 착수했다. 다른 장보고-I급 잠수함보다 동시 표적해석 및 추적, 수중 음향탐지, 수상 표적탐지 등 작전 수행에 필수적인 주요 기능이 크게 향상됐다. 특히 작전 수행의 핵심인 통합전투체계의 국산화에 성공했다. 통합전투체계와 공격 잠망경 교체, 예인형 선배열음탐기(TASS) 추가 등의 성능 개량을 했다.
장보고-I급은 함수에 부착해 전방을 탐지하는 수동소나(CAS), 선체 좌우에 부착해 표적을 탐지하고 거리를 측정하는 수동측거소나(PRS)를 운용했는데 이번에 선배열예인소나(TAS)를 장착해 자함 소음의 영향을 받지 않고 적함의 발전기나 엔진 등에서 발생하는 저주파 소음을 탐지해 표적의 위치를 탐지할 수 있도록 했다. 전 세계에서 60여 척이 운용중인 209급 잠수함 중 최초로 선배열예인소나를 장착하는데 성공했으며, 탐지성능이 비약적으로 향상됐을 뿐만 아니라 수심이 얕은 바다에서도 운용할 수 있다.
예인형 선배열음탐기(TASS)는 함정에서 적 잠수함을 탐지·식별·추적하기 위한 저주파 수동형 음파탐지체계로 함정의 함미에 긴 줄을 달아 매달고 끌고 다니는 방식이다.
장보고-I급 잠수함은 독일 아틀라스가 개발한 ISUS-83 통합전투체계를 운용했으나, 개발된 지 20여 년이 지나 중앙처리장치와 저장장치를 교체하고 연산처리 능력과 데이터 저장능력을확장했다. 보이지 않는 표적을 탐지하는신호처리 성능, 표적의 거리와 침로, 속력을 분석하는 표적기동분석 알고리즘도 개발해 적용했다. 노후화된 ISUS-83 전투체계를 한국형 전투체계 Baseline 2.31로 교체했다.
한국형 전투지휘체계는 인천급 호위함(Batch Ⅰ)용 한국형 전투체계를 Baseline 2.0으로, 대구급 호위함(인천급 Batch Ⅱ)의 전투체계를 그 발전형인 Baseline 2.31로 구분하고 있다. Baseline 2.31 계열 모델은 대구급 호위함(인천급 Batch Ⅱ) 이외에 광개토대왕급 구축함 성능개량 사업, 장보고급 잠수함 성능개량 사업에도 적용되고 있고, 대우조선이 수출한 태국 해군용 DW 3000H 프리깃(en:HTMS Bhumibol Adulyadej)이 채용한 사브 9LV Mk4 전투지휘체계(CMS, Combat Management System)와 동급의 성능을 자랑한다. en:9LV 참조.
세계 최초로 자동형 저주파탐지장치를 탑재했다.
이번 성능개량으로 동시 표적분석과 추적, 수중 음향탐지, 수상 표적탐지 등 작전 수행에 반드시 필요한 주요기능과 생존성이 손원일급 잠수함 수준으로 크게 향상되었다. 손원일급 잠수함은 독일 하데베(HDW)사가 제작한 최신형 전투시스템(ISUS-90)을 탑재, 300여 개의 표적처리 능력을 갖추고 있으며 레이저를 이용해 정확한 거리를 측정할 수 있는 잠망경을 장착하고 있다. 원자력 잠수함에 버금가는 탐지능력을 갖춘 소나(Sonar:음파탐지장비)도 보유하고 있다.

## 같이 보기
- en:Towed array sonar